# Ragotzkie-Eisfall
Der Ragotzkie-Eisfall ist ein 4 km breiter Gletscherbruch im Australischen Antarktis-Territorium. In der Britannia Range bildet er den ostzentralen Teil des Ragotzkie-Gletschers, dessen Eismassen er zum Teil in den Alley-Gletscher überführt.
Das Advisory Committee on Antarctic Names benannte ihn 2000 in Anlehnung an die Benennung des gleichnamigen Gletschers. Dessen Namensgeber ist Robert Austin Ragotzkie (* 1924), Projektmanager des United States Antarctic Research Program zur Untersuchung der Seen in den Antarktischen Trockentälern.